# قنداب قلی‌اوا
قنداب قلی‌اوا (ترکی آذربایجانی: Qəndab Həbib qızı Quliyeva; ۱۰ اوت ۱۹۴۹ – ۲۶ ژوئن ۲۰۱۷) بازیگر و خواننده آذربایجانی و دارنده لقب افتخاری هنرمند خلق آذربایجان (۱۹۹۲) بود.

## زندگی
قنداب قلی‌اوا در روز ۱۰ ماه اوت سال ۱۹۴۹ در شهرستان فضولی آذربایجان شوروی متولد شد. در میان سال‌های ۱۹۷۶ تا ۱۹۸۰ در مدرسه دولتی موسیقی آذربایجان تحصیل گرفت. وی دانش‌آموخته دانشگاه دولتی فرهنگ و هنر آذربایجان (۱۹۹۱–۱۹۹۶) بود. در سال ۱۹۸۱ به عنوان تک‌خوان در آکادمی ملی اپرا و تئاتر باله آذربایجان مشغول به کار شد.
قنداب قلی‌اوا در سفرهای کاری به بسیاری از کشورهای خارجی مانند آلمان، کانادا، ژاپن، فرانسه، سوئد، ترکیه، ایران، عراق رفته و موسیقی مقامی آذربایجانی را توسعه داد.
رپرتوار وی شامل دستگاه‌های موسیقی مقامی و تصنیف‌ها است. ضبط صداهای او از موسیقی‌های مقامی «خارج سه‌گاه»، «شاهناز»، «ماهور-هندی»، بیات شیراز و شور در بنیاد «آذتر» نگهداری می‌شوند. ضبط موسیقی مقامی «چهارگاه» با اجرای قنداب قلی‌اوا در لوح فشرده «گلچین موسیقی مقامی» در کشور فرانسه قرار گرفت.
قنداب قلی‌اوا در ۲۶ ماه ژوئن سال ۲۰۱۷ درگذشت.

## نشان‌ها
- هنرمند خلق آذربایجان - ۱۸ نوامبر ۱۹۹۲[۳]
- هنرمند افتخاری جمهوری سوسیالیستی آذربایجان شوروی